# 巴拉斯皮雷斯
巴拉斯皮雷斯是巴西米纳斯吉拉斯州的一个市镇。总面积223.362平方公里，总人口4592人，人口密度20.6人/平方公里。